# Mariano Izeta Elizalde
Mariano Izeta Elizalde (Elizondo, Navarra, 1915- 2001) va ser un escriptor i folklorista navarrès en èuscar.
El seu pare era de Zarautz la seva mare d'Elizondo a la vall de Baztan. Fins als quaranta anys no va començar a fer literatura col·laborant durant anys en la pàgina en basc (Nafar izkuntza) del Diario de Navarra i publicant la seva primera novel·la (Dirua Galgarri) l'any 1960. Va publicar diversos diccionaris especialitzats en la parla del Baztan. Promocionà la mutil-dantza (dansa de nois) i els bertsolaris.

## Obres
- Baztango kontuak (1999, Labayru)
- Dirua galgarri (1962, Auspoa)
- Nigarrez sortu nintzan (1982, GAK)
- Baztango hiztegia (1996, Nafarroako Gobernua)